# Liste der Monuments historiques in Bure (Meuse)
Die Liste der Monuments historiques in Bure führt die Monuments historiques in der französischen Gemeinde Bure auf.

## Liste der Objekte
| Bezeichnung                        | Beschreibung                                                                                    | Standort                              | Kennzeichnung | Schutzstatus | Datum | Bild |
| ---------------------------------- | ----------------------------------------------------------------------------------------------- | ------------------------------------- | ------------- | ------------ | ----- | ---- |
| Skulptur Johannes der Täufer       | Stein, farbig gefasst, 17. Jahrhundert                                                          | in der Kirche St-Jean-Baptiste (Lage) | PM55001658    | Inscrit      | 2004  |      |
| Prozessionsstab mit Marienskulptur | Messing, 19. Jahrhundert                                                                        | in der Kirche St-Jean-Baptiste (Lage) | PM55001655    | Inscrit      | 1994  |      |
| Drei Ampullen für die heiligen Öle | Silber, erste Hälfte des 19. Jahrhunderts                                                       | in der Kirche St-Jean-Baptiste (Lage) | PM55001656    | Inscrit      | 1994  |      |
| Kanzel                             | Eichenholz, erste Hälfte des 18. Jahrhunderts; teilweise abgebaut und in der Mairie eingelagert | in der Kirche St-Jean-Baptiste (Lage) | PM55001657    | Inscrit      | 1994  |      |